# Regione di Dodoma
La regione di Dodoma è una regione della Tanzania centrale. Ha come capoluogo la città di Dodoma.

## Geografia
La regione si estende nella parte settentrionale del vasto altopiano che occupa la parte centrale del paese con altitudini tra i 1 200 e il 1 500 m s.l.m. Tranne che a sud-est la regione è delimitata dalla scarpata profonda fino a 180 m che è la parte orientale della Rift Valley. 
Il clima è prevalentemente semi-arido, le precipitazioni si concentrano tra novembre/dicembre e aprile/maggio e sono caratterizzate da piogge abbondanti che provocano spesso inondazioni.

## Distretti
La regione è divisa amministrativamente in otto distretti:
| Distretto      | Popolazione 2012 Cens. 2012 | Popolazione 2022 Cens. 2022 |
| -------------- | --------------------------- | --------------------------- |
| Bahi           | 221 645                     | 322 526                     |
| Chamwino       | 330 543                     | 486 176                     |
| Chemba         | 235 711                     | 339 333                     |
| Dodoma Urbano  | 410 956                     | 765 179                     |
| Kondoa         | 269 704                     | 244 854                     |
| Kondoa (città) | 269 704                     | 80 443                      |
| Kongwa         | 309 973                     | 443 867                     |
| Mpwapwa        | 305 056                     | 403 247                     |